# Karthalabrilvogel
De karthalabrilvogel (Zosterops mouroniensis) is een zangvogel uit de familie Zosteropidae (brilvogels). De vogel werd in 1885 geldig beschreven door de Franse zoölogen  Alphonse Milne-Edwards en Émile Oustalet. Het is een kwetsbare,  endemische brilvogel op de Afrikaanse eilandengroep Comoren.

## Verspreiding en leefgebied
De soort komt alleen voor op het eiland Grande Comore. De leefgebieden zijn de hellingbossen van de grote, nog actieve vulkaan Mt Karthala (vandaar de Nederlandse naam) die liggen tussen de 1870 en 2180 meter boven zeeniveau. Bij uitbarstingen van de vulkaan kan dit leefgebied gedeeltelijk vernietigd worden, maar daarna treedt vaak natuurlijk herstel op.

## Status
De karthalabrilvogel heeft een beperkt verspreidingsgebied en daardoor is de kans op uitsterven aanwezig. De grootte van de populatie werd in 2016 door BirdLife International geschat op 1500 tot 7000 individuen en de populatie-aantallen nemen af door habitatverlies. Het leefgebied wordt soms grondig aangetast door vulkaanuitbarstingen maar daarnaast treedt ontbossing op waarbij natuurlijk bos wordt omgezet in gebied voor agrarisch gebruik voor de steeds toenemende bevolking. Om deze redenen staat deze soort als kwetsbaar op de Rode Lijst van de IUCN.